# Sparbarus corniger
Sparbarus corniger är en dagsländeart som först beskrevs av Arnold Girard Kluge 1991.  Sparbarus corniger ingår i släktet Sparbarus och familjen slamdagsländor. Inga underarter finns listade i Catalogue of Life.